# عملية السيف السحري
عملية السيف السحري هي عملية للجيش الامريكي في عام 1965 كان الهدف منها اختبار مدى تأثير اطلاق الحشرات المنقولة بحرا لعوامل بايولوجية.

## العملية
عملية السيف السحري هي عملية للجيش الأمريكي حدثت في عام 1965، صممت للتأكيد من فعالية اطلاق البعوض بحرا لعوامل بايولوجية، و ذلك لحفظها على قيد الحياة لرحلات عبر المحيطات إذا اقتضت الحاجة. نفذت العملية في الشواطئ الجنوب شرقية للولايات المتحدة و و ظفت بعوض الحمى الصفراء املا في تحقيق تقييم لعادة القرص عند البعوض عقب اطلاقها من المحيط.